# Russell Tovey
Russell George Tovey (ur. 14 listopada 1981 w Esseksie) – brytyjski aktor telewizyjny, filmowy i teatralny, najbardziej znany z roli wilkołaka George’a Sandsa w serialu BBC Three Być człowiekiem, jako Kevin Matheson w serialu HBO Spojrzenia, a także z produkcji BBC Him & Her.

## Życiorys

### Wczesne lata
Urodził się w Esseksie w rodzinie rzymskokatolickiej jako młodszy z dwójki synów Carole Haynes (z domu Webb) i adoptowany przez George’a Toveya, przewoźnika autokarowego z Esseksu na lotnisku Gatwick. Dorastał ze starszym bratem, Danielem w Billericay i uczęszczał do Harold Court School w Harold Wood i Shenfield High School. Jako chłopiec, twierdział, że jest „zapalonym kolekcjonerem różnych rzeczy”. Jego rodzice poparli jego wysiłki, zabierając go do archeologicznych wykopalisk i muzeów. Przez pewien czas chciał zostać nauczycielem historii, ale po obejrzeniu Stowarzyszenia Umarłych Poetów, Goonies i Stań przy mnie zdecydował, że będzie aktorem. Przez pewien czas pracował jako asystent kuchenny w pubie King's Head w Billericay.

### Kariera
Karierę aktorską rozpoczął już jako dziecko. W 2004 zagrał rolę Rudge'a w sztuce Alana Bennetta The History Boys (Męska historia). Brał udział w produkcjach teatralnych tej sztuki w Londynie, na Broadwayu, w Sydney, Wellington i Hongkongu, a także w jej wersjach radiowych i w filmie na jej podstawie. Występował także w Royal National Theatre w produkcjach takich jak Mroczne materie (ang. His Dark Materials), His Girl Friday, Henryk V czy Howard Katz. W londyńskim teatrze Young Vic grał rolę w sztuce A Respectable Wedding. 
Wiosną 2007 zagrał rolę Bena, homoseksualnego producenta w serialu komediowym Rob Brydon's Annually Retentive wyemitowanym na kanale BBC Three. W tym samym roku pojawiał się również w serialu Gavin & Stacey i świątecznym odcinku specjalnym brytyjskiej serii fantastycznonaukowej Doctor Who. 
W 2008 wystąpił w komedii Being Human na antenie stacji BBC Three, oraz w sztuce The Sea na deskach teatru Haymarket. Zagrał także rolę partnera dealera narkotyków i handlarza bronią w piątym odcinku pierwszej serii serialu Ashes To Ashes. 
W styczniu 2012 Tovey wcielił się w rolę Henry’ego Knighta w drugim odcinku 2. sezonu serialu Sherlock pt. The Hounds of Baskerville. 
Od 2014 gra postać homoseksualnego Kevina Mathesonwa w serialu Spojrzenia (ang. Looking), od drugiego sezonu został awansowany do głównej obsady. W 2016 roku ukazał się dramat sportowy Dogrywka (The Pass), w którym Tovey wcielił się w głównego bohatera – zawodowego piłkarza i celebrytę, który jest skrycie zakochany w innym zawodniku.
Oprócz aktorstwa zajmuje się również pisaniem scenariuszy. W grudniu 2020 przyznano mu nagrodę The Culture Award podczas dziewiątej ceremonii Virgin Atlantic Attitude Awards.

## Życie prywatne
W wieku 18 lat dokonał swojego coming outu jako gej. W latach 2016–2018 był związany z trenerem rugby union Steve’em Brockmanem, który w 2011 pod pseudonimem Ryan Stack występował w kilku gejowskich filmach porno studia Randy Blue. Tovey i Brockman wznowili swój związek w 2019 roku.

## Filmografia

### Filmy
| Rok  | Tytuł                                                       | Postać               |
| ---- | ----------------------------------------------------------- | -------------------- |
| 2000 | Anchor Me                                                   | Młody Nathan         |
| 2001 | Nowe szaty cesarza (The Emperor's New Clothes)              | Rekrut               |
| 2005 | Moja rodzina i inne zwierzęta (My Family and Other Animals) | Leslie Durrell       |
| 2006 | Męska historia (The History Boys)                           | Rudge                |
| 2008 | Morderstwo to nic trudnego (Marple: Murder Is Easy)         | Konstabl Reed        |
| 2009 | Drop                                                        | Ben                  |
| 2009 | Roar                                                        | Tom                  |
| 2009 | In Passing                                                  | Henry Travers        |
| 2010 | Huge                                                        | Carl                 |
| 2012 | Trzeźwe potwory (Grabbers)                                  | Filozof Adam Smith   |
| 2012 | Piraci! (The Pirates! In an Adventure with Scientists!)     | Pirat albinos (głos) |
| 2012 | Tower Block                                                 | Paul                 |
| 2012 | Na spacerze (Walking the Dogs)                              | Lokaj                |
| 2012 | Is This a Joke?                                             | Tim                  |
| 2013 | Blackwood                                                   | Jack                 |
| 2013 | Talking to the Dead                                         | Brydon               |
| 2013 | The King Is Dead                                            | Nicky                |
| 2013 | Around Again                                                | Brytyjski żołnierz   |
| 2013 | Effie Gray                                                  | George               |
| 2014 | Moomins on the Riviera                                      | Muminek (głos)       |
| 2014 | Muppety: Poza prawem (Muppets Most Wanted)                  | Dostawca             |
| 2014 | Dumni i wściekli (Pride)                                    | Tim                  |
| 2015 | Broken Cove                                                 | PC Joseph Ambrose    |
| 2016 | Dogrywka (The Pass)                                         | Jason                |
| 2019 | The Good Liar                                               | Stephen              |

### Seriale
| Rok     | Tytuł                                        | Postać                          |
| ------- | -------------------------------------------- | ------------------------------- |
| 1996    | Spywatch / Look and Read                     | Dennis Sealy                    |
| 2005    | Mesjasz: W otchłani (Messiah: The Harrowing) | Robbie McManus                  |
| 2007    | Annually Retentive                           | Ben                             |
| 2007–09 | Gavin i Stacey (Gavin and Stacey)            | Budgie                          |
| 2007–10 | Doktor Who (Doctor Who)                      | asystent pokładowy Alonso Frame |
| 2008–12 | Być człowiekiem (Being Human)                | George Sands                    |
| 2008    | Mała Dorrit(Little Dorrit)                   | John Chivery                    |
| 2010–13 | Him & Her                                    | Steve                           |
| 2012    | Sherlock                                     | Henry Knight                    |
| 2012    | Playhouse Presents                           | Lokaj                           |
| 2012    | In Love with Wilde                           | Jack                            |
| 2013–   | The Job Lot                                  | Karl                            |
| 2013–   | What Remains                                 | Michael Jenson                  |
| 2014–15 | Spojrzenia (Looking)                         | Kevin Matheson                  |
| 2015    | Wygnani do raju (Banished)                   | James Freeman                   |
| 2016    | Nocny recepcjonista (The Night Manager)      | Simon Ogilvey                   |
| 2019    | Rok za rokiem (Years and Years)              | Daniel Lyons                    |